# 미야자키 파닉스 리그
미야자키 파닉스 리그(일본어: みやざきフェニックス・リーグ)는 매년 10월 일본 미야자키현에서 개최되는 일본의 프로야구 교육리그 중 하나로, 일본 야구 기구가 주최한다.